# Liste der Kulturdenkmale in Bannewitz

Gemarkungen der Gemeinde Bannewitz

Die Liste der Kulturdenkmale in Bannewitz verzweigt auf die hiesigen Teile der Kulturdenkmalliste der sächsischen Gemeinde Bannewitz.
Die Liste ist eine Teilliste der Kulturdenkmale im Landkreis Sächsische Schweiz-Osterzgebirge und gehört damit zur Liste der Kulturdenkmale in Sachsen.
Grundlage der Einzellisten sind die in den jeweiligen Listen angegebenen Quellen. Die Angaben in den einzelnen Listen ersetzen nicht die rechtsverbindliche Auskunft der zuständigen Denkmalschutzbehörde.
Es sind dies:
- Liste der Kulturdenkmale in Bannewitz (Bannewitz)
- Liste der Kulturdenkmale in Boderitz (Bannewitz)
- Liste der Kulturdenkmale in Börnchen (Bannewitz)
- Liste der Kulturdenkmale in Cunnersdorf (Bannewitz)
- Liste der Kulturdenkmale in Gaustritz
- Liste der Kulturdenkmale in Golberode
- Liste der Kulturdenkmale in Goppeln
- Liste der Kulturdenkmale in Hänichen
- Liste der Kulturdenkmale in Possendorf (Bannewitz)
- Liste der Kulturdenkmale in Rippien
- Liste der Kulturdenkmale in Welschhufe
- Liste der Kulturdenkmale in Wilmsdorf